# Дапчевачки Брђани
Дапчевачки Брђани (Брђани Дапчевачки, Дапчевички Брђани) су насељено мјесто града Грубишног Поља, у Бјеловарско-билогорској жупанији, Република Хрватска.

## Географија
Дапчевачки Брђани се налазе око 7 км источно од Грубишног Поља.

## Становништво
Према попису становништва из 2011. године, насеље Дапчевачки Брђани је имало 50 становника.
| Националност       | 1991. |
| Срби               | 101   |
| Југословени        | 2     |
| остали и непознато | 7     |
| Укупно             | 110   |

| Демографија | Демографија | Демографија |
| Година      | Становника  | Становника  |
| ----------- | ----------- | ----------- |
| 1961.       | 160         |             |
| 1971.       | 127         |             |
| 1981.       | 127         |             |
| 1991.       | 110         |             |
| 2001.       | 107         |             |
| 2011.       |             | 50          |